# Freddy's Dead: The Final Nightmare
Freddy's Dead: The Final Nightmare (també coneguda com A Nightmare on Elm Street 6: The Final Nightmare) és una pel·lícula slasher estatunidenca de 1991 i la sisena pel·lícula de la franquícia A Nightmare on Elm Street. És una seqüela de Malson a Elm Street 5: El nen somiador i originalment estava pensada per ser l'última entrega de la sèrie; El nou malson es va estrenar tres anys després, però té lloc fora del cànon de la sèrie. Un crossover/seqüela canònica, Freddy vs. Jason, es va estrenar el 2003. Aquesta va ser la primera pel·lícula 3D de New Line Cinema.
Dirigida per Rachel Talalay a partir d'un guió de Michael De Luca, Freddy's Dead: The Final Nightmare és protagonitzada per Lisa Zane, Yaphet Kotto, Breckin Meyer, Shon Greenblatt, Ricky Dean Logan, Lezlie Deane, Tobe Sexton i Robert Englund com a Freddy Krueger. A més, diversos actors coneguts fan aparicions cameo, incloent: Johnny Depp (el debut a la pantalla va ser a la pel·lícula original), Roseanne Barr, Tom Arnold i Alice Cooper. Iggy Pop canta la cançó del títol, que es reprodueix durant els crèdits finals sobre un muntatge d'escenes de les pel·lícules anteriors de la sèrie.
Freddy's Dead: The Final Nightmare es va estrenar el 13 de setembre de 1991 i va recaptar 34,9 milions de dòlars als EUA amb un pressupost de 9-11 milions de dòlars, superant el brut del seu predecessor Malson a Elm Street 5: El nen somiador. Va ser massacrada per la crítica quan es va estrenar.

## Trama
Ambientat "d'aquí a deu anys", Freddy Krueger ha tornat i ha matat gairebé tots els nens i adolescents de la ciutat de Springwood, Ohio. L'únic adolescent supervivent, John Doe, s'enfronta a Freddy en un somni. John es desperta just fora dels límits de la ciutat de Springwood, però, a causa d'una ferida al cap, no recorda qui és ni per què és allà.
En un refugi per a joves amb problemes, tres dels residents: Spencer, un acomodat que es resisteix als intents del seu pare d'aconseguir que es reformi; Carlos, un nen amb problemes que va patir maltractaments físics per la seva mare que l’han deixat sord d’una orella; i Tracy, una noia dura que va ser abusada sexualment pel seu pare, planifiquen fugir a Califòrnia. La policia troba en John i el porta al refugi, on es converteix en pacient de la doctora Maggie Burroughs. La Maggie nota un retall de diari de Springwood a la butxaca d'en John. Per intentar curar l'amnèsia de John, planeja un viatge per carretera a Springwood. En un intent de fugir, Tracy, Carlos i Spencer s'amaguen a la furgoneta, però es descobreixen quan en John té una al·lucinació i gairebé destrossa la furgoneta als afores de Springwood.
Tracy, Spencer i Carlos intenten sortir de Springwood però no abans d'aturar-se a descansar a la casa abandonada del 1428 Elm Street. John i Maggie visiten l'orfenat de Springwood i descobreixen que Freddy va tenir un fill. John creu que ell és aquest nen perquè Freddy li va permetre viure. De tornada a Elm Street, Carlos i Spencer s'adormen i són assassinats per Freddy. Tracy gairebé mor, però Maggie la desperta. John, que va entrar al món dels somnis amb Tracy per intentar ajudar a Spencer, encara està adormit. Maggie i Tracy porten en John de tornada al refugi. En el camí de tornada, Krueger ataca en John en el seu somni. Abans de matar en John, Krueger revela que el seu fill és una nena; quan John mor, li diu això a Maggie. La Tracy i la Maggie tornen al refugi, però descobreixen que ningú es recorda de John, Spencer o Carlos excepte en Doc, que ha après a controlar els seus somnis. Maggie troba els seus documents d'adopció i s'adona que és la filla d'en Freddy. El seu nom de naixement era Katherine Krueger, però el seu nom es va canviar per Maggie Burroughs quan el seu pare va ser arrestat i posteriorment assassinat.
El Doc descobreix que el poder d'en Freddy prové dels dimonis dels somnis que el ressuscitan contínuament, i que Freddy pot ser assassinat si és arrossegat al món real. La Maggie decideix que serà ella qui entrarà a la ment d'en Freddy i el portarà al món real. Un cop al món dels somnis, es posa unes ulleres de 3D i entra a la ment d'en Freddy. En la seva ment, s'assabenta que Freddy va patir burles quan era nen, va patir abusos del seu pare adoptiu, es va autolesionar quan era adolescent i va assassinar la seva dona quan va descobrir les seves tendències assassines. A Freddy se li va donar el poder de convertir-se en immortal per dimonis ardents. Maggie lluita per atraure Freddy al món real, però finalment ho aconsegueix.
Maggie i Freddy acaben en un combat cos a cos l'un contra l'altre; fa servir diverses armes confiscades als pacients del refugi. Enfurismada pel coneixement del que ha fet, la Maggie arrenca el guant amb urpes d'en Freddy i li clava a l'estómac, incrussant les urpes del guant en una biga de suport d'acer i deixant en Freddy suspès per sobre del terra. Tracy llança a Maggie una bomba de canonada que llança al pit d'en Freddy. Els tres dimonis dels somnis, incapaços de reviure’l al món real, surten volant de Freddy després que la bomba de tub el mati. Tracy, Doc i Maggie s'alegren quan aquesta última declara triomfant "En Freddy ha mort".

## Repartiment
- Lisa Zane com a Maggie Burroughs / Katherine Krueger
  - Cassandra Rachel Freil com la jove Maggie Burroughs / Katherine Krueger
- Robert Englund com a Freddy Krueger
  - Tobe Sexton com a Freddy Krueger adolescent
  - Chase Schrimer com el jove Freddy Krueger
- Lezlie Deane com a Tracy Swan
- Shon Greenblatt com a John Doe
- Breckin Meyer com a Spencer Lewis
- Ricky Dean Logan com a Carlos Rodríguez
- Yaphet Kotto com a Doc
- Lindsey Fields com Loretta Krueger (acreditada com a Lyndsey Fields)
- Johnny Depp com a adolescent a la televisió (acreditat com a Oprah Noodlemantra).[3]
- Tom Arnold com a home sense fills (acreditat com a Mr. Tom Arnold)
- Roseanne Barr com a Dona sense fills (acreditada com a Mrs. Tom Arnold)
- Alice Cooper com Edward Underwood
- Elinor Donahue com a dona de l'orfenat
- Robert Shaye com a venedor d'entrades

## Producció

### Desenvolupament
Els cinc lliuraments anteriors de la franquícia Elm Street havien ajudat considerablement a les finances de New Line Cinema que es va guanyar el sobrenom de "The House that Freddy Built", però l'estudi també havia començat a desenvolupar altres franquícies (per exemple Critters i, el 1990, Les Tortugues Ninja). Bob Shaye va recordar al documental Never Sleep Again: The Elm Street Legacy el 2010 que "francament era hora de seguir endavant i teníem altres projectes en els quals volíem centrar-nos". Es va prendre la decisió de fer de la sisena entrada la pel·lícula final de la sèrie Elm Street. La directora Rachel Talalay havia produït la majoria de les entregues anteriors i tenia ganes de dirigir la sisena pel·lícula com a directora; també va tenir una sèrie d'idees que l'ajudarien a refrescar la sèrie, com no anomenar el títol de Nightmare on Elm Street Part 6 i incorporar més humor a aquesta entrada que sentia que faltava a la pel·lícula anterior. La producció de Freddy's Dead va coincidir amb l'emissió original de Twin Peaks que més tard es va reconèixer com una influència en la pel·lícula amb els seus aspectes humorístics més surrealistes. Elements d'això es poden veure al llarg de la pel·lícula, inclòs Freddy utilitzant una versió del Nintendo Power Glove per controlar el personatge de Spencer i arrossegant un llit de punxes per empalar a John Doe d'una manera que recorda a uns dibuixos animats d'Hanna-Barbera.
Al guió original, Jacob Johnson, de 15 anys, (fill del entrega anterior, el personatge principal Alice Johnson) és el personatge principal, i molts dels guerrers onírics de Malson a Elm Street 3 tornen per ajudar a Jacob a derrotar en Freddy després que mati l'Alice. Aquesta idea es va descartar més tard. Peter Jackson també va escriure un guió que no es va utilitzar; la seva història tractava d'adolescents que no veien en Freddy com una amenaça i que prenien pastilles per dormir per entrar al món de Freddy. El guió de Jackson també incloïa un agent de policia posat en coma per estar permanentment al regne de Freddy.
John Carl Buechler va ser l'artista cap de efectes especials de maquillatge de la pel·lícula, tornant a la sèrie després de fer el mateix paper a Malson a Elm Street 4. També va contribuir al clímax en 3D de "Freddyvision" de la pel·lícula.
Els darrers deu minuts de la pel·lícula són en 3D. Per tal que l'audiència es posi les ulleres 3D, a la pel·lícula es veu a Maggie posant-se les ulleres 3D. L'efecte es va eliminar per als llançaments de VHS, Blu-ray i televisió, amb l'excepció de la versió de lloguer del Regne Unit i el francès i la versió LaserDisc dels EUA. La caixa del DVD llançada el 1999 va restablir l'efecte 3D i va incloure dos parells d'ulleres 3D. Rachel Talalay va revelar que mentre la pel·lícula s'estava processant en 3D, el laboratori que desenvolupava la impressió els va enviar accidentalment un clip de dos segons de la inèdita Terminator 2.

### Muntatge
A diferència del seu predecessor, hi va haver relativament poca edició de seqüències violentes tal com ordenava la MPAA. Rachel Talalay va assenyalar que el tall original de la pel·lícula era llarg i, com a resultat, es van eliminar diverses seqüències o es van escurçar significativament (un total d'uns 47 minuts de metratge es van eliminar de la impressió final de la pel·lícula).
La impressió de l'obra de Freddy's Dead està disponible en línia i inclou gran part del material suprimit. Això inclou la Maggie parlant dels seus malsons amb la seva mare, més diàleg entre Doc i Tracy, imatges addicionals de la Fira de Springwood i el descobriment del cau del soterrani de Freddy. Rachel Talalay suggereix que el motiu pel qual es va eliminar el metratge va ser perquè el públic pogués "arribar a Freddy més ràpidament". Alguns dels elements més inquietants del primer malson de John també es van retallar.

## Música
Warner Bros. Records va llançar la banda sonora de la pel·lícula el 24 de setembre de 1991. Encara que no s'inclou a la banda sonora, la cançó "In-A-Gadda-Da-Vida" d'Iron Butterfly apareix a la pel·lícula.
1. Goo Goo Dolls – "I'm Awake Now"
2. Junk Monkeys – "Everything Remains the Same"
3. Goo Goo Dolls – "You Know What I Mean"
4. Johnny Law – "Remember the Night"
5. Chubb Rock – "Treat 'em Right"
6. Iggy Pop – "Why Was I Born? (Freddy's Dead)"
7. Johnny Law – "Hold Me Down"
8. Goo Goo Dolls – "Two Days in February"
9. Young Lords – "Give Me a Beat"
10. Fates Warning – "Nothing Left to Say"

El 3 de setembre de 1991, Varese Sarabande va publicar un àlbum amb la partitura de Brian May.

## Estrena

### Màrqueting
Com a truc publicitari tant per a Freddy's Dead com per a història en còmic que encara s'estaven estrenant al voltant de l'estrena cinematogràfica de la pel·lícula, New Line Cinema va celebrar un funeral simulat de Freddy Krueger al Hollywood Forever Cemetery a Los Angeles, incloent assistents de la sèrie de pel·lícules com Alice Cooper, Lezlie Deane, Shon Greenblatt, Ricky Dean Logan, Breckin Meyer, Tobe Sexton, Lisa Zane, Lisa Wilcox i Whit Hertford. Andy Mangels i Rachel Talalay també van estar presents. Encoratjat per New Line Cinema, l'alcalde de Los Angeles en aquell moment, Tom Bradley, va declarar El 13 de setembre serà el "Dia de Freddy Krueger", però aquest moviment va ser molt criticat per glorificar un assassí en massa, i Robert Englund va afegir que "hem de separar la realitat del crim de ficció cinematogràfica".

## Recepció

### Taquilla
Freddy's Dead: The Final Nightmare va guanyar 12,9 milions de dòlars en el seu primer cap de setmana, que va ser el cap de setmana d'obertura més alt de la sèrie fins al llançament de Freddy vs. Jason i la inauguració de setembre més gran de l'època, ocupant el número 1 de la taquilla. En el seu segon cap de setmana va guanyar 6,6 milions de dòlars i es va mantenir al primer lloc, abans de caure al número 7 en el seu tercer cap de setmana. Després de la seva edició inicial, la pel·lícula va recaptar 34,9 milions de dòlars als Estats Units i al Canadà, convertint-se en la cinquena pel·lícula més taquillera de la sèrie.

### Resposta crítica
La pel·lícula té una puntuació positiva del 23% al lloc web de l'agregador de ressenyes de pel·lícules Rotten Tomatoes basat en 35 ressenyes, amb una valoració mitjana de 4,00/10. El consens crític del lloc diu: "Reduint l'anteriorment aterridor Dream Reaper a una caricatura tonta, aquest clímax sense alegria deixarà el públic esperant que Freddy es mantingui mort." Austin Chronicleva escriure, "Freddy Krueger ... s'ha convertit de l'horrible i mal definit fantasma plantejat a la pel·lícula original, a un coc insuls i molestament previsible estimat pels nens a tot arreu."
La cançó "Why Was I Born? (Freddy's Dead)", escrita per a la pel·lícula, va ser nominada al Premi Golden Raspberry a la pitjor cançó original. Al documental de 2010 Never Sleep Again, Lisa Zane va comentar que havia enviat una balada a l'estil de Bond anomenada "The Worst Is Over" per utilitzar-la als crèdits finals, però en canvi es va triar "Why Was I Born". La directora Rachel Talalay havia treballat amb Iggy Pop a la pel·lícula de 1990 Cry-Baby i li va oferir l'oportunitat de compondre una cançó per a la pel·lícula.